# Ave-do-matagal-ruidosa
Ave-do-matagal-ruidosa  (Atrichornis clamosus) é uma espécie de ave da família Atrichornithidae.
É endémica da Austrália.
Os seus habitats naturais são: matagal de clima temperado.
Está ameaçada por perda de habitat.